# František Nedvěd (vzpěrač)
František Nedvěd (27. října 1950 Plesná – 27. února 2010 tamtéž) byl československý vzpěrač, mistr Československa v letech 1972, 1973, 1976 a 1980. Soutěžil v hmotnostních kategoriích do 52, 56 a 60 kg.

## Život
František Nedvěd se narodil 27. října 1950 a žil ve městě Plesná na západě Čech. Se vzpíráním začínal v Lokomotivě Cheb, základní vojenskou službu odsloužil v Dukle Banská Bystrica a převážnou část své sportovní kariéry prožil v Baníku Sokolov. Startoval v hmotnostních kategoriích do 56 kg, 60 kg a 67,5 kg. Reprezentoval v letech 1972–1981. Jeho manželkou byla Milada Nedvědová, s níž měl syna Igora Nedvěda a čtyři dcery (Eriku, Kristýnu, Editu a Elizabeth Annu). Zemřel 27. února 2010 ve věku 59 let.

## Sportovní kariéra
Začínal u trenéra Jiřího Šollara v Lokomotivě Cheb. V té době zvedal v mužské pérové váze do 60 kg, ve dřepech a pozvedech se dostal přes hranici 200 kg.
Byl čtyřnásobným mistrem Československa v letech 1972, 1973, 1976 a 1980.
Startoval 7x na mistrovství Evropy  v letech 1974 ve Veroně, 1975 v Moskvě, 1978 v Havířově, 1981 v Lille se umístil na 6. místě. V Havířově (1978) startoval v kategorii do 60 kg s výkonem 262,5 kg (115 kg, 147,5 kg).
Na mistrovství světa startoval 4x s nejlepším výsledkem v roce 1980 (Moskva), mistrovství světa se tehdy konalo v rámci olympijských her. Soutěžil v kategorii do 60 kg a v nových národních rekordech ve dvojboji a v trhu obsadil s výkonem 272,5 kg (122,5 kg, 150 kg) 6. místo. 
Pravidelně se umisťoval v soutěži Zlatá činka mezi nejlepší desítkou sportovců. V roce 1981 mu byl udělen titul Zasloužilý mistr sportu. V historické tabulce „Klubu 400“ Českého svazu vzpírání se i po mnoha letech po ukončení aktivní kariéry drží v první třetině se 424 Sb. Je členem Síně slávy ČSV.